# 伊庭氏
伊庭氏（いばし）は、日本の武家氏族。

## 概要
近江源氏佐々木氏の支流であり、佐々木経方の子、行実の四男実高（出羽権守重遠）が、はじめて近江国神崎郡伊庭邑に居住し、伊庭氏を称した。伊庭城は建久年間（1190年 - 1199年）に実高によって築かれたといわれる。本家からは近江守護六角氏の重臣で守護代を務めた伊庭満隆や伊庭貞隆などがいる。

### 歴代
別の流れとして実高の後、貞資、貞平、貞光、公貞、時高、氏貞、基貞、高貞、貞安、実貞、貞職、貞信、貞勝の14代を経て貞勝は蒲生郡桐原郷に身をよせ、後中小森で慶長12年（1607年）に没した。
貞勝の子の貞家は渡辺吉綱に仕え、伊庭氏は代官として近江における和泉伯太藩の飛び地（西宿、虫生、峰前、竹村等5ヵ村三千石）を代々支配するようになった。
以降、貞經、貞式、貞基、式應、貞明、貞英、貞剛（正人）、貞剛と続き、実高が伊庭氏を名乗ってから25代の後裔にあたる貞剛は、1879年（明治12年）、裁判官から住友本社に入社、1900年（明治33年）に第2代総理事となり住友財閥の基礎を築いた。
伊庭氏歴代の墓は近江八幡市にある。